# Велтон.Телеком
Velton Telecom — українська телекомунікаційна компанія. Основними напрямками з початку діяльності компанії «Велтон.Телеком» був розвиток традиційного дротяного зв'язку, стільниковому зв'язку технології CDMA, передачі даних за технологією ADSL, розвиток транспортної мережі і мультисервісних вузлів доступу.
Станом на 2008 рік були введені в експлуатацію і розвивалися сучасні мережі зв'язку в 14 містах Центральної, Східної і Західної України: Київ, Харків, Дніпро, Донецьк, Одеса, Суми, Полтава, Запоріжжя, Кременчук, Луганськ, Маріуполь, Кривий Ріг, Львів і Сімферополь.
З вересня 2007 року компанія розділилася на ТОВ «Велтон.Телеком» — оператор проводного зв'язку та ТОВ ТК «Восток.Телеком» — оператор CDMA зв'язку, який був придбаний компанією ITC (ТМ CDMA UKRAINE). Приблизна кількість абонентів на момент продажу CDMA підрозділу компанії 119000 осіб.